# Paradubbelverhoogde dodecaëder
Een paradubbelverhoogde dodecaëder is in de meetkunde het johnsonlichaam J59. Deze ruimtelijke figuur kan worden geconstrueerd door twee vijfhoekige piramides J2 met hun grondvlakken op twee tegenover elkaar liggende vijfhoekige zijvlakken van een regelmatig twaalfvlak te plaatsen.
Een verhoogde dodecaëder J58, een metadubbelverhoogde dodecaëder J60 en een drievoudig verhoogde dodecaëder J61 worden ook geconstrueerd door vijfhoekige piramides tegen de zijvlakken van een regelmatig twaalfvlak te plaatsen, achtereenvolgens een, twee en drie piramides, maar nooit tegen naast elkaar liggende zijvlakken van het twaalfvlak aan. De zijvlakken van een regelmatig twaalfvlak zijn alle 12 een regelmatige vijfhoek.
- (en)  MathWorld. Parabiaugmented Dodecahedron